# Amdang

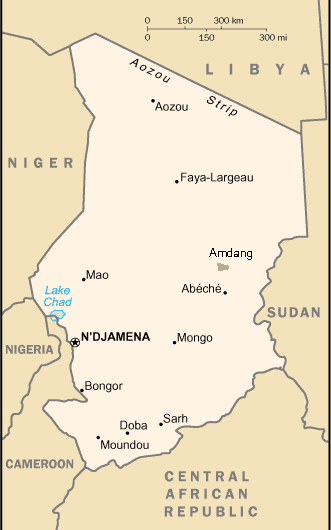
Mapa Čadu, na které je rozšíření jazyka amdang vyznačeno šedě.

Amdang (též mimi nebo biltine, amdangem: sìmí amdangtí) je jazyk, kterým se mluví v Čadu (konkrétně v jeho západní části, v regionu Ouaddaï, severně od města Biltine), několik málo mluvčích ovšem také žije v Súdánu (regiony Dárfúr a Kordofán). Počet mluvčích se odhaduje na 41 000.
Amdang je blízký jazyku Fur a řadí se mezi furské jazyky, což je nejspíše podskupina nilosaharských jazyků.